# Extensions de Zoo Tycoon 2
 (juin 2017).
Si vous disposez d'ouvrages ou d'articles de référence ou si vous connaissez des sites web de qualité traitant du thème abordé ici, merci de compléter l'article en donnant les références utiles à sa vérifiabilité et en les liant à la section « Notes et références ».
Les extensions du jeu Zoo Tycoon 2 forment le cœur de la stratégie de revenus de cette licence de Blue Fang Games. Zoo Tycoon 2, sorti en novembre 2004 est complété par quatre add-ons sortis entre 2005 et 2007, par un pack sorti en 2006 et par du contenu additionnel en téléchargement payant, accessible directement via l'interface du jeu.

## Zoo Tycoon 2: Espèces en danger
Zoo Tycoon 2 : Espèces en danger est la première extension, elle donne au joueur 20 nouveaux animaux en danger tels que le caribou et le koala, les trams de ciel, les tours de Jeep, le chemin élevé et quelques nouvelles campagnes. Il y a également quelques nouvelles cartes et si le joueur adopte un tigre du Bengale, il pourra obtenir un tigre blanc unique à la place.

## Zoo Tycoon 2: Aventures africaines
Zoo Tycoon 2 : Aventures africaines est la deuxième extension pour Zoo Tycoon 2, elle est dédiée aux animaux africains. Le jeu présente 20 nouveaux animaux et des missions en rapport avec l'Afrique.Pour cette deuxième extension de Zoo Tycoon 2 on peut acheter une gare pour Jeep.

## Zoo Tycoon 2: Marine Mania
Le jeu permet de gérer un parc aquatique en plus de son zoo de l'opus principal. Il ajoute de nombreux objets et permet de monter des spectacles aquatiques. 20 nouveaux animaux aquatiques sont ajoutés au jeu, notamment le Dauphin souffleur, l'Orque, l'Otarie, la Tortue verte et de nombreux Requins. Quatre nouveaux biomes sont introduits (Récifs, Côtes, Pelagos, Benthos)

## Zoo Tycoon 2: Animaux disparus
Zoo Tycoon 2 : Animaux disparus  apporte notamment au jeu des animaux disparus depuis des millions d'années comme le dodo le thylacine et le Smilodon ou le mastodonte ou encore l'auroch par exemple. De nouvelles activités apparaissent, on peut rechercher des fossiles et assembler ceux-ci pour créer un animal disparu ou guérir les maladies des animaux. Il y a des nouveaux thèmes et objets, de nouveaux scénarios et défis. On peut aussi engager de nouveaux membres du personnel comme le paléontologue ou un animateur Tigre à dents de sabre.

## Contenu en téléchargement

### Éléments seuls
Zoo Tycoon 2 propose du contenu en téléchargement via l'interface du jeu ou via le site internet du jeu. Le joueur peut acquérir divers éléments supplémentaires par l'intermédiaire d'un système de micropaiements, ce contenu supplémentaire est constitué en majorité de nouveaux animaux et de nouveaux éléments de décors. Certains éléments sont cependant en téléchargement gratuit.

### Zoo Tycoon 2: Dino Danger
Zoo Tycoon 2: Dino Danger est un pack mis à disposition en téléchargement payant en juillet 2006, et permettant d'utiliser quatre dinosaures (le triceratops, le tyrannosaure, le styracosaure et le carnotaure. Par la suite ont été ajoutés d'autres dinosaures.